# 賴清鍵
賴清鍵（?—?），陝西省興安府紫陽縣人，清朝政治人物、同進士出身。
光緒九年（1883年），参加癸未科殿試，登進士三甲46名。同年五月，著以主事分部学习。